# Mistrzostwa Europy w Piłce Siatkowej Mężczyzn 2015 (eliminacje)
Eliminacje do Mistrzostw Europy w Piłce Siatkowej Mężczyzn 2015 odbywały się w trzech rundach kwalifikacyjnych, brało w nich udział 31 reprezentacji. Eliminacje wyłoniły 9 najlepszych zespołów, które awansowały do Mistrzostw Europy w Piłce Siatkowej Mężczyzn 2015.
Bezpośredni awans jako gospodarz turnieju uzyskały reprezentacje Bułgarii i Włoch oraz 5 najlepszych reprezentacji Mistrzostw Europy 2013.

## System rozgrywek
Eliminacje składały się z trzech rund. W pierwszej rundzie brało udział 12 zespołów podzielonych na 3 grupy, mecze w grupach odbywały się w systemie każdy z każdym, awans do drugiej rundy uzyskali zwycięzcy grup oraz dwie najlepsze zespoły z drugich miejsc. W drugiej rundzie eliminacji brały udział 24 zespoły podzielone na 6 grup. Każda z grup zagrała dwa turnieje, mecze tak samo jak w rundzie pierwszej odbywały się w systemie każdy z każdym. Zwycięzcy grup awansowali bezpośrednio do Mistrzostw Europy a zespoły z drugich miejsc zagrały w rundzie trzeciej (barażu). W rundzie trzeciej rywalizacja toczyła się w systemie dwumeczu. Zwycięzcy dwumeczów uzupełnili stawkę finalistów Mistrzostw Europy.

## Drużyny uczestniczące
Reprezentacje grające od pierwszej rundy

- Gruzja
- Izrael
- Litwa
- Szwajcaria
- Szwecja
- Węgry
- Azerbejdżan
- Bośnia i Hercegowina
- Norwegia
- Luksemburg
- Macedonia Północna
- Mołdawia

Reprezentacje grające od drugiej rundy

- Austria
- Białoruś
- Chorwacja
- Czarnogóra
- Czechy
- Dania
- Estonia
- Finlandia
- Grecja
- Hiszpania
- Holandia
- Łotwa
- Polska
- Portugalia
- Słowacja
- Słowenia
- Rumunia
- Ukraina
- Turcja

## Pierwsza runda

### Grupa I
Luksemburg
Tabela
| Lp. | Drużyna    | Pkt | Mecze | Mecze   | Mecze   | Sety | Sety | Sety  | Małe punkty | Małe punkty | Małe punkty |
| Lp. | Drużyna    | Pkt | M     | W (3:2) | P (2:3) | wyg. | prz. | ratio | zdob.       | str.        | ratio       |
| --- | ---------- | --- | ----- | ------- | ------- | ---- | ---- | ----- | ----------- | ----------- | ----------- |
| 1   | Mołdawia   | 8   | 3     | 3 (1)   | 0 (0)   | 9    | 2    | 4.500 | 257         | 212         | 1.212       |
| 2   | Izrael     | 6   | 3     | 2 (0)   | 1 (0)   | 6    | 3    | 2.000 | 212         | 178         | 1.191       |
| 3   | Luksemburg | 3   | 3     | 1 (0)   | 2 (0)   | 3    | 6    | 0.500 | 183         | 217         | 0.843       |
| 4   | Litwa      | 1   | 3     | 0 (0)   | 3 (1)   | 2    | 9    | 0.222 | 212         | 257         | 0.825       |

Źródło: cev.lu
Punktacja: 3:0 i 3:1 – 3 pkt; 3:2 – 2 pkt; 2:3 – 1 pkt; 1:3 i 0:3 – 0 pkt
Zasady ustalania kolejności: 1. liczba punktów; 2. liczba zwycięstw; 3. stosunek setów; 4. stosunek małych punktów
     awans do drugiej rundy kwalifikacji
Wyniki
| Data  | Godz. | Drużyna 1  | Wynik | Drużyna 2  | 1     | 2     | 3     | 4     | 5    | Widzów | * |
| ----- | ----- | ---------- | ----- | ---------- | ----- | ----- | ----- | ----- | ---- | ------ | - |
| 09.05 | 17:30 | Mołdawia   | 3:0   | Izrael     | 25:22 | 25:21 | 25:19 |       |      | 125    | 1 |
| 09.05 | 20:00 | Luksemburg | 3:0   | Litwa      | 25:23 | 25:21 | 25:23 |       |      | 550    | 2 |
| 10.05 | 17:30 | Izrael     | 3:0   | Litwa      | 25:15 | 25:17 | 25:16 |       |      | 175    | 3 |
| 10.05 | 20:00 | Mołdawia   | 3:0   | Luksemburg | 25:18 | 25:22 | 25:13 |       |      | 600    | 4 |
| 11.05 | 16:00 | Litwa      | 2:3   | Mołdawia   | 20:25 | 25:22 | 18:25 | 25:20 | 9:15 | 200    | 5 |
| 11.05 | 18:30 | Izrael     | 3:0   | Luksemburg | 25:21 | 25:20 | 25:14 |       |      | 450    | 6 |

### Grupa II
Kecskemét
Tabela
| Lp. | Drużyna              | Pkt | Mecze | Mecze   | Mecze   | Sety | Sety | Sety  | Małe punkty | Małe punkty | Małe punkty |
| Lp. | Drużyna              | Pkt | M     | W (3:2) | P (2:3) | wyg. | prz. | ratio | zdob.       | str.        | ratio       |
| --- | -------------------- | --- | ----- | ------- | ------- | ---- | ---- | ----- | ----------- | ----------- | ----------- |
| 1   | Norwegia             | 8   | 3     | 3 (1)   | 0 (0)   | 9    | 4    | 2.250 | 297         | 254         | 1.169       |
| 2   | Węgry                | 7   | 3     | 2 (0)   | 1 (1)   | 8    | 3    | 2.667 | 247         | 212         | 1.165       |
| 3   | Szwajcaria           | 2   | 3     | 1 (1)   | 2 (0)   | 4    | 8    | 0.500 | 244         | 279         | 0.875       |
| 4   | Bośnia i Hercegowina | 1   | 3     | 0 (0)   | 3 (1)   | 3    | 9    | 0.333 | 233         | 276         | 0.844       |

Źródło: cev.lu
Punktacja: 3:0 i 3:1 – 3 pkt; 3:2 – 2 pkt; 2:3 – 1 pkt; 1:3 i 0:3 – 0 pkt
Zasady ustalania kolejności: 1. liczba punktów; 2. liczba zwycięstw; 3. stosunek setów; 4. stosunek małych punktów
     awans do drugiej rundy kwalifikacji
Wyniki
| Data  | Godz. | Drużyna 1            | Wynik | Drużyna 2            | 1     | 2     | 3     | 4     | 5     | Widzów | * |
| ----- | ----- | -------------------- | ----- | -------------------- | ----- | ----- | ----- | ----- | ----- | ------ | - |
| 09.05 | 15:30 | Bośnia i Hercegowina | 1:3   | Norwegia             | 19:25 | 25:18 | 15:25 | 18:25 |       | 150    | 1 |
| 09.05 | 18:00 | Węgry                | 3:0   | Szwajcaria           | 25:23 | 25:12 | 25:21 |       |       | 500    | 2 |
| 10.05 | 14:00 | Norwegia             | 3:1   | Szwajcaria           | 24:26 | 25:23 | 25:14 | 25:17 |       | 100    | 3 |
| 10.05 | 16:30 | Bośnia i Hercegowina | 0:3   | Węgry                | 17:25 | 18:25 | 16:25 |       |       | 600    | 4 |
| 11.05 | 15:00 | Szwajcaria           | 3:2   | Bośnia i Hercegowina | 25:22 | 19:25 | 23:25 | 25:19 | 16:14 | 100    | 5 |
| 11.05 | 17:30 | Norwegia             | 3:2   | Węgry                | 25:22 | 18:25 | 25:14 | 22:25 | 15:11 | 600    | 6 |

### Grupa III
Strumica
Tabela
| Lp. | Drużyna            | Pkt | Mecze | Mecze   | Mecze   | Sety | Sety | Sety  | Małe punkty | Małe punkty | Małe punkty |
| Lp. | Drużyna            | Pkt | M     | W (3:2) | P (2:3) | wyg. | prz. | ratio | zdob.       | str.        | ratio       |
| --- | ------------------ | --- | ----- | ------- | ------- | ---- | ---- | ----- | ----------- | ----------- | ----------- |
| 1   | Macedonia Północna | 9   | 3     | 3 (0)   | 0 (0)   | 9    | 1    | 9.000 | 254         | 181         | 1.403       |
| 2   | Szwecja            | 6   | 3     | 2 (0)   | 1 (0)   | 7    | 3    | 2.333 | 245         | 193         | 1.269       |
| 3   | Azerbejdżan        | 3   | 3     | 1 (0)   | 2 (0)   | 3    | 6    | 0.500 | 170         | 203         | 0.837       |
| 4   | Gruzja             | 0   | 3     | 0 (0)   | 3 (0)   | 0    | 9    | 0.000 | 133         | 225         | 0.591       |

Źródło: cev.lu
Punktacja: 3:0 i 3:1 – 3 pkt; 3:2 – 2 pkt; 2:3 – 1 pkt; 1:3 i 0:3 – 0 pkt
Zasady ustalania kolejności: 1. liczba punktów; 2. liczba zwycięstw; 3. stosunek setów; 4. stosunek małych punktów
     awans do drugiej rundy kwalifikacji
Wyniki
| Data  | Godz. | Drużyna 1          | Wynik | Drużyna 2          | 1     | 2     | 3     | 4     | 5 | Widzów | * |
| ----- | ----- | ------------------ | ----- | ------------------ | ----- | ----- | ----- | ----- | - | ------ | - |
| 09.05 | 15:30 | Gruzja             | 0:3   | Szwecja            | 19:25 | 9:25  | 13:25 |       |   | 50     | 1 |
| 09.05 | 18:00 | Macedonia Północna | 3:0   | Azerbejdżan        | 25:15 | 25:17 | 25:15 |       |   | 1 500  | 2 |
| 10.05 | 15:30 | Szwecja            | 3:0   | Azerbejdżan        | 25:16 | 25:15 | 25:17 |       |   | 50     | 3 |
| 10.05 | 18:00 | Gruzja             | 0:3   | Macedonia Północna | 13:25 | 12:25 | 14:25 |       |   | 1 100  | 4 |
| 11.05 | 15:30 | Azerbejdżan        | 3:0   | Gruzja             | 25:21 | 25:12 | 25:20 |       |   | 70     | 5 |
| 11.05 | 18:00 | Szwecja            | 1:3   | Macedonia Północna | 29:31 | 25:23 | 19:25 | 22:25 |   | 2 600  | 6 |

## Druga runda

### Grupa A
Tabela
| Lp. | Drużyna            | Pkt | Mecze | Mecze   | Mecze   | Sety | Sety | Sety  | Małe punkty | Małe punkty | Małe punkty |
| Lp. | Drużyna            | Pkt | M     | W (3:2) | P (2:3) | wyg. | prz. | ratio | zdob.       | str.        | ratio       |
| --- | ------------------ | --- | ----- | ------- | ------- | ---- | ---- | ----- | ----------- | ----------- | ----------- |
| 1   | Polska             | 16  | 6     | 5 (0)   | 1 (1)   | 17   | 4    | 4.250 | 510         | 409         | 1.247       |
| 2   | Słowenia           | 11  | 6     | 5 (4)   | 1 (0)   | 16   | 11   | 1.455 | 601         | 571         | 1.053       |
| 3   | Macedonia Północna | 5   | 6     | 1 (0)   | 5 (2)   | 8    | 15   | 0.533 | 464         | 522         | 0.889       |
| 4   | Łotwa              | 4   | 6     | 1 (0)   | 5 (1)   | 5    | 16   | 0.313 | 446         | 519         | 0.859       |

Źródło: cev.lu
Punktacja: 3:0 i 3:1 – 3 pkt; 3:2 – 2 pkt; 2:3 – 1 pkt; 1:3 i 0:3 – 0 pkt
Zasady ustalania kolejności: 1. liczba punktów; 2. liczba zwycięstw; 3. stosunek setów; 4. stosunek małych punktów
     awans do Mistrzostw Europy 2015
     awans do baraży
Wyniki
I Turniej
 Wrocław
| Data  | Godz. | Drużyna 1          | Wynik | Drużyna 2          | 1     | 2     | 3     | 4     | 5     | Widzów | * |
| ----- | ----- | ------------------ | ----- | ------------------ | ----- | ----- | ----- | ----- | ----- | ------ | - |
| 16.05 | 15:00 | Macedonia Północna | 2:3   | Słowenia           | 18:25 | 25:18 | 25:19 | 16:25 | 8:15  | 1 200  | 1 |
| 16.05 | 17:30 | Polska             | 3:0   | Łotwa              | 25:15 | 25:23 | 25:16 |       |       | 2 100  | 2 |
| 17.05 | 15:00 | Słowenia           | 3:2   | Łotwa              | 38:40 | 25:18 | 23:25 | 25:18 | 15:10 | 1 400  | 3 |
| 17.05 | 18:00 | Macedonia Północna | 0:3   | Polska             | 13:25 | 15:25 | 15:25 |       |       | 3 500  | 4 |
| 18.05 | 15:00 | Łotwa              | 3:1   | Macedonia Północna | 25:17 | 25:19 | 24:26 | 28:26 |       | 1 350  | 5 |
| 18.05 | 18:00 | Słowenia           | 1:3   | Polska             | 15:25 | 24:26 | 25:23 | 20:25 |       | 4 200  | 6 |

II Turniej
 Lublana
| Data  | Godz. | Drużyna 1          | Wynik | Drużyna 2          | 1     | 2     | 3     | 4     | 5     | Widzów | * |
| ----- | ----- | ------------------ | ----- | ------------------ | ----- | ----- | ----- | ----- | ----- | ------ | - |
| 23.05 | 17:00 | Polska             | 2:3   | Słowenia           | 25:20 | 26:24 | 25:27 | 24:26 | 11:15 | 1 500  | 1 |
| 23.05 | 20:00 | Łotwa              | 0:3   | Macedonia Północna | 29:31 | 19:25 | 17:25 |       |       | 100    | 2 |
| 24.05 | 16:00 | Słowenia           | 3:2   | Macedonia Północna | 24:26 | 25:20 | 14:25 | 25:20 | 15:10 | 300    | 3 |
| 24.05 | 19:00 | Polska             | 3:0   | Łotwa              | 25:22 | 25:17 | 25:18 |       |       | 100    | 4 |
| 25.05 | 16:00 | Macedonia Północna | 0:3   | Polska             | 19:25 | 19:25 | 21:25 |       |       | 65     | 5 |
| 25.05 | 19:00 | Słowenia           | 3:0   | Łotwa              | 25:18 | 25:19 | 25:20 |       |       | 500    | 6 |

### Grupa B
Tabela
| Lp. | Drużyna    | Pkt | Mecze | Mecze   | Mecze   | Sety | Sety | Sety  | Małe punkty | Małe punkty | Małe punkty |
| Lp. | Drużyna    | Pkt | M     | W (3:2) | P (2:3) | wyg. | prz. | ratio | zdob.       | str.        | ratio       |
| --- | ---------- | --- | ----- | ------- | ------- | ---- | ---- | ----- | ----------- | ----------- | ----------- |
| 1   | Finlandia  | 16  | 6     | 6 (2)   | 0 (0)   | 18   | 8    | 2.250 | 613         | 526         | 1.165       |
| 2   | Portugalia | 13  | 6     | 4 (0)   | 2 (1)   | 15   | 7    | 2.143 | 505         | 469         | 1.077       |
| 3   | Mołdawia   | 7   | 6     | 2 (0)   | 4 (1)   | 9    | 10   | 0.900 | 499         | 515         | 0.969       |
| 4   | Austria    | 0   | 6     | 0 (0)   | 6 (0)   | 3    | 18   | 0.167 | 405         | 512         | 0.791       |

Źródło: cev.lu
Punktacja: 3:0 i 3:1 – 3 pkt; 3:2 – 2 pkt; 2:3 – 1 pkt; 1:3 i 0:3 – 0 pkt
Zasady ustalania kolejności: 1. liczba punktów; 2. liczba zwycięstw; 3. stosunek setów; 4. stosunek małych punktów
     awans do Mistrzostw Europy 2015
     awans do baraży
Wyniki
I Turniej
 Vila do Conde
| Data  | Godz. | Drużyna 1  | Wynik | Drużyna 2  | 1     | 2     | 3     | 4     | 5     | Widzów | * |
| ----- | ----- | ---------- | ----- | ---------- | ----- | ----- | ----- | ----- | ----- | ------ | - |
| 16.05 | 17:00 | Finlandia  | 3:2   | Mołdawia   | 25:17 | 24:26 | 25:23 | 23:25 | 15:8  | 100    | 1 |
| 16.05 | 20:00 | Portugalia | 3:0   | Austria    | 25:21 | 25:17 | 25:20 |       |       | 600    | 2 |
| 17.05 | 16:00 | Mołdawia   | 0:3   | Portugalia | 20:25 | 16:25 | 16:25 |       |       | 500    | 3 |
| 17.05 | 18:30 | Finlandia  | 3:1   | Austria    | 25:21 | 25:17 | 22:25 | 25:18 |       | 150    | 4 |
| 18.05 | 15:00 | Portugalia | 2:3   | Finlandia  | 25:20 | 23:25 | 25:23 | 25:23 | 11:15 | 650    | 5 |
| 18.05 | 17:30 | Austria    | 1:3   | Mołdawia   | 22:25 | 25:21 | 14:25 | 16:25 |       | 100    | 6 |

II Turniej
 Vantaa
| Data  | Godz. | Drużyna 1  | Wynik | Drużyna 2  | 1     | 2     | 3     | 4     | 5 | Widzów | * |
| ----- | ----- | ---------- | ----- | ---------- | ----- | ----- | ----- | ----- | - | ------ | - |
| 23.05 | 15:00 | Austria    | 0:3   | Portugalia | 21:25 | 21:25 | 15:25 |       |   | 300    | 1 |
| 23.05 | 18:00 | Finlandia  | 3:1   | Mołdawia   | 21:25 | 25:11 | 25:22 | 29:27 |   | 1150   | 2 |
| 24.05 | 15:00 | Portugalia | 3:1   | Mołdawia   | 27:25 | 23:25 | 25:21 | 25:21 |   | 350    | 3 |
| 24.05 | 18:00 | Austria    | 1:3   | Finlandia  | 20:25 | 25:19 | 17:25 | 19:25 |   | 1 400  | 4 |
| 25.05 | 14:00 | Mołdawia   | 3:0   | Austria    | 25:12 | 25:17 | 25:22 |       |   | 350    | 5 |
| 25.05 | 17:00 | Portugalia | 1:3   | Finlandia  | 20:25 | 29:27 | 12:25 | 20:25 |   | 1550   | 6 |

### Grupa C
Tabela
| Lp. | Drużyna  | Pkt | Mecze | Mecze   | Mecze   | Sety | Sety | Sety  | Małe punkty | Małe punkty | Małe punkty |
| Lp. | Drużyna  | Pkt | M     | W (3:2) | P (2:3) | wyg. | prz. | ratio | zdob.       | str.        | ratio       |
| --- | -------- | --- | ----- | ------- | ------- | ---- | ---- | ----- | ----------- | ----------- | ----------- |
| 1   | Słowacja | 15  | 6     | 5 (0)   | 1 (0)   | 15   | 4    | 3.750 | 456         | 391         | 1.166       |
| 2   | Estonia  | 12  | 6     | 4 (0)   | 2 (0)   | 12   | 9    | 1.333 | 489         | 470         | 1.040       |
| 3   | Grecja   | 9   | 6     | 3 (0)   | 3 (0)   | 10   | 10   | 1.000 | 466         | 456         | 1.022       |
| 4   | Węgry    | 0   | 6     | 0 (0)   | 6 (0)   | 4    | 18   | 0.222 | 446         | 540         | 0.826       |

Źródło: cev.lu
Punktacja: 3:0 i 3:1 – 3 pkt; 3:2 – 2 pkt; 2:3 – 1 pkt; 1:3 i 0:3 – 0 pkt
Zasady ustalania kolejności: 1. liczba punktów; 2. liczba zwycięstw; 3. stosunek setów; 4. stosunek małych punktów
     awans do Mistrzostw Europy 2015
     awans do baraży
Wyniki
I Turniej
 Poprad
| Data  | Godz. | Drużyna 1 | Wynik | Drużyna 2 | 1     | 2     | 3     | 4     | 5 | Widzów | * |
| ----- | ----- | --------- | ----- | --------- | ----- | ----- | ----- | ----- | - | ------ | - |
| 23.05 | 15:30 | Estonia   | 3:0   | Grecja    | 26:24 | 25:21 | 27:25 |       |   | 80     | 1 |
| 23.05 | 18:00 | Słowacja  | 3:0   | Węgry     | 25:21 | 25:21 | 25:11 |       |   | 650    | 2 |
| 24.05 | 15:30 | Grecja    | 3:1   | Węgry     | 25:22 | 25:17 | 22:25 | 25:20 |   | 150    | 3 |
| 24.05 | 18:00 | Estonia   | 0:3   | Słowacja  | 18:25 | 22:25 | 15:25 |       |   | 750    | 4 |
| 25.05 | 15:30 | Węgry     | 1:3   | Estonia   | 22:25 | 25:22 | 18:25 | 21:25 |   | 100    | 5 |
| 25.05 | 18:00 | Grecja    | 3:0   | Słowacja  | 25:18 | 25:21 | 25:23 |       |   | 850    | 6 |

II Turniej
 Ajos Ioannis Rendis
| Data  | Godz. | Drużyna 1 | Wynik | Drużyna 2 | 1     | 2     | 3     | 4     | 5 | Widzów | * |
| ----- | ----- | --------- | ----- | --------- | ----- | ----- | ----- | ----- | - | ------ | - |
| 29.05 | 17:00 | Estonia   | 0:3   | Słowacja  | 18:25 | 23:25 | 18:25 |       |   | 100    | 1 |
| 29.05 | 19:30 | Grecja    | 3:0   | Węgry     | 25:21 | 25:22 | 25:16 |       |   | 500    | 2 |
| 30.05 | 17:00 | Słowacja  | 3:1   | Węgry     | 26:24 | 25:17 | 18:25 | 25:17 |   | 50     | 3 |
| 30.05 | 19:30 | Estonia   | 3:1   | Grecja    | 25:18 | 23:25 | 25:23 | 25:17 |   | 700    | 4 |
| 31.05 | 18:00 | Węgry     | 1:3   | Estonia   | 29:27 | 17:25 | 19:25 | 16:25 |   | 80     | 5 |
| 31.05 | 20:30 | Słowacja  | 3:0   | Grecja    | 25:22 | 25:21 | 25:23 |       |   | 1 200  | 6 |

### Grupa D
Tabela
| Lp. | Drużyna   | Pkt | Mecze | Mecze   | Mecze   | Sety | Sety | Sety  | Małe punkty | Małe punkty | Małe punkty |
| Lp. | Drużyna   | Pkt | M     | W (3:2) | P (2:3) | wyg. | prz. | ratio | zdob.       | str.        | ratio       |
| --- | --------- | --- | ----- | ------- | ------- | ---- | ---- | ----- | ----------- | ----------- | ----------- |
| 1   | Czechy    | 16  | 6     | 5 (0)   | 1 (1)   | 17   | 5    | 3.400 | 520         | 438         | 1.187       |
| 2   | Hiszpania | 12  | 6     | 4 (0)   | 2 (0)   | 13   | 10   | 1.300 | 529         | 511         | 1.035       |
| 3   | Ukraina   | 8   | 6     | 3 (1)   | 3 (0)   | 12   | 13   | 0.923 | 581         | 581         | 1.000       |
| 4   | Norwegia  | 0   | 6     | 0 (0)   | 6 (0)   | 4    | 18   | 0.222 | 442         | 542         | 0.815       |

Źródło: cev.lu
Punktacja: 3:0 i 3:1 – 3 pkt; 3:2 – 2 pkt; 2:3 – 1 pkt; 1:3 i 0:3 – 0 pkt
Zasady ustalania kolejności: 1. liczba punktów; 2. liczba zwycięstw; 3. stosunek setów; 4. stosunek małych punktów
     awans do Mistrzostw Europy 2015
     awans do baraży
Wyniki
I Turniej
 Jablonec nad Nysą
| Data  | Godz. | Drużyna 1 | Wynik | Drużyna 2 | 1     | 2     | 3     | 4     | 5 | Widzów | * |
| ----- | ----- | --------- | ----- | --------- | ----- | ----- | ----- | ----- | - | ------ | - |
| 16.05 | 15:00 | Hiszpania | 3:1   | Ukraina   | 31:29 | 26:24 | 18:25 | 26:24 |   | 200    | 1 |
| 16.05 | 18:00 | Czechy    | 3:0   | Norwegia  | 25:20 | 25:20 | 25:13 |       |   | 1000   | 2 |
| 17.05 | 15:00 | Ukraina   | 3:1   | Norwegia  | 25:23 | 28:26 | 23:25 | 25:22 |   | 220    | 3 |
| 17.05 | 18:00 | Hiszpania | 0:3   | Czechy    | 16:25 | 21:25 | 22:25 |       |   | 1 500  | 4 |
| 18.05 | 15:00 | Norwegia  | 1:3   | Hiszpania | 15:25 | 18:25 | 25:20 | 17:25 |   | 150    | 5 |
| 18.05 | 18:00 | Ukraina   | 1:3   | Czechy    | 19:25 | 21:25 | 25:22 | 23:25 |   | 1 700  | 6 |

II Turniej
 Pinto
| Data  | Godz. | Drużyna 1 | Wynik | Drużyna 2 | 1     | 2     | 3     | 4     | 5     | Widzów | * |
| ----- | ----- | --------- | ----- | --------- | ----- | ----- | ----- | ----- | ----- | ------ | - |
| 22.05 | 17:00 | Ukraina   | 3:2   | Czechy    | 25:23 | 20:25 | 20:25 | 25:21 | 15:13 | 100    | 1 |
| 22.05 | 19:30 | Hiszpania | 3:1   | Norwegia  | 25:21 | 25:20 | 21:25 | 25:17 |       | 1 000  | 2 |
| 23.05 | 17:00 | Czechy    | 3:0   | Norwegia  | 26:24 | 25:12 | 25:22 |       |       | 100    | 3 |
| 23.05 | 19:30 | Ukraina   | 1:3   | Hiszpania | 21:25 | 25:18 | 17:25 | 23:25 |       | 1 200  | 4 |
| 24.05 | 15:00 | Norwegia  | 1:3   | Ukraina   | 26:24 | 20:25 | 22:25 | 19:25 |       | 300    | 5 |
| 24.05 | 17:30 | Czechy    | 3:1   | Hiszpania | 25:14 | 25:23 | 15:25 | 25:23 |       | 800    | 6 |

### Grupa E
Tabela
| Lp. | Drużyna    | Pkt | Mecze | Mecze   | Mecze   | Sety | Sety | Sety  | Małe punkty | Małe punkty | Małe punkty |
| Lp. | Drużyna    | Pkt | M     | W (3:2) | P (2:3) | wyg. | prz. | ratio | zdob.       | str.        | ratio       |
| --- | ---------- | --- | ----- | ------- | ------- | ---- | ---- | ----- | ----------- | ----------- | ----------- |
| 1   | Chorwacja  | 12  | 6     | 4 (1)   | 2 (1)   | 14   | 10   | 1.400 | 549         | 421         | 1.304       |
| 2   | Holandia   | 10  | 6     | 3 (0)   | 3 (1)   | 11   | 10   | 1.100 | 474         | 468         | 1.013       |
| 3   | Czarnogóra | 7   | 6     | 3 (3)   | 3 (1)   | 13   | 15   | 0.867 | 501         | 632         | 0.793       |
| 4   | Rumunia    | 7   | 6     | 2 (1)   | 4 (2)   | 11   | 14   | 0.786 | 547         | 550         | 0.995       |

Źródło: cev.lu
Punktacja: 3:0 i 3:1 – 3 pkt; 3:2 – 2 pkt; 2:3 – 1 pkt; 1:3 i 0:3 – 0 pkt
Zasady ustalania kolejności: 1. liczba punktów; 2. liczba zwycięstw; 3. stosunek setów; 4. stosunek małych punktów
     awans do Mistrzostw Europy 2015
     awans do baraży
Wyniki
I Turniej
 Podgorica
| Data  | Godz. | Drużyna 1  | Wynik | Drużyna 2  | 1     | 2     | 3     | 4     | 5     | Widzów | * |
| ----- | ----- | ---------- | ----- | ---------- | ----- | ----- | ----- | ----- | ----- | ------ | - |
| 16.05 | 15:30 | Chorwacja  | 3:0   | Holandia   | 25:17 | 25:20 | 25:23 |       |       | 60     | 1 |
| 16.05 | 18:00 | Czarnogóra | 2:3   | Rumunia    | 14:25 | 22:25 | 25:22 | 25:21 | 11:15 | 250    | 2 |
| 17.05 | 15:30 | Holandia   | 3:0   | Rumunia    | 27:25 | 25:23 | 25:18 |       |       | 50     | 3 |
| 17.05 | 18:00 | Chorwacja  | 3:1   | Czarnogóra | 25:23 | 27:25 | 33:31 | 25:18 |       | 450    | 4 |
| 18.05 | 15:30 | Rumunia    | 1:3   | Chorwacja  | 25:22 | 24:26 | 20:25 | 16:25 |       | 30     | 5 |
| 18.05 | 18:00 | Holandia   | 2:3   | Czarnogóra | 25:19 | 16:25 | 25:23 | 23:25 | 10:15 | 200    | 6 |

II Turniej
 Zagrzeb
| Data  | Godz. | Drużyna 1  | Wynik | Drużyna 2  | 1     | 2     | 3     | 4     | 5     | Widzów | * |
| ----- | ----- | ---------- | ----- | ---------- | ----- | ----- | ----- | ----- | ----- | ------ | - |
| 23.05 | 17:00 | Rumunia    | 2:3   | Chorwacja  | 22:25 | 22:25 | 25:23 | 25:19 | 7:15  | 500    | 1 |
| 23.05 | 19:30 | Holandia   | 3:1   | Czarnogóra | 25:19 | 25:23 | 26:28 | 25:18 |       | 100    | 2 |
| 24.05 | 17:00 | Chorwacja  | 2:3   | Czarnogóra | 23:25 | 25:23 | 24:26 | 25:23 | 8:15  | 500    | 3 |
| 24.05 | 19:30 | Rumunia    | 3:0   | Holandia   | 26:24 | 25:22 | 25:15 |       |       | 100    | 4 |
| 25.05 | 16:00 | Czarnogóra | 3:2   | Rumunia    | 25:23 | 19:25 | 27:25 | 24:26 | 15:12 | 100    | 5 |
| 25.05 | 19:30 | Chorwacja  | 0:3   | Holandia   | 19:25 | 24:26 | 13:25 |       |       | 500    | 6 |

### Grupa F
Tabela
| Lp. | Drużyna  | Pkt | Mecze | Mecze   | Mecze   | Sety | Sety | Sety  | Małe punkty | Małe punkty | Małe punkty |
| Lp. | Drużyna  | Pkt | M     | W (3:2) | P (2:3) | wyg. | prz. | ratio | zdob.       | str.        | ratio       |
| --- | -------- | --- | ----- | ------- | ------- | ---- | ---- | ----- | ----------- | ----------- | ----------- |
| 1   | Białoruś | 15  | 6     | 5 (1)   | 1 (1)   | 17   | 8    | 2.125 | 596         | 518         | 1.151       |
| 2   | Szwecja  | 10  | 6     | 3 (1)   | 3 (2)   | 14   | 11   | 1.273 | 541         | 549         | 0.985       |
| 3   | Turcja   | 9   | 6     | 3 (1)   | 3 (1)   | 12   | 13   | 0.923 | 549         | 553         | 0.993       |
| 4   | Dania    | 2   | 6     | 1 (1)   | 5 (0)   | 6    | 17   | 0.353 | 476         | 542         | 0.878       |

Źródło: cev.lu
Punktacja: 3:0 i 3:1 – 3 pkt; 3:2 – 2 pkt; 2:3 – 1 pkt; 1:3 i 0:3 – 0 pkt
Zasady ustalania kolejności: 1. liczba punktów; 2. liczba zwycięstw; 3. stosunek setów; 4. stosunek małych punktów
     awans do Mistrzostw Europy 2015
     awans do baraży
Wyniki
I Turniej
 Slagelse
| Data  | Godz. | Drużyna 1 | Wynik | Drużyna 2 | 1     | 2     | 3     | 4     | 5     | Widzów | * |
| ----- | ----- | --------- | ----- | --------- | ----- | ----- | ----- | ----- | ----- | ------ | - |
| 22.05 | 17:00 | Turcja    | 3:2   | Białoruś  | 31:29 | 26:24 | 16:25 | 22:25 | 15:11 | 550    | 1 |
| 22.05 | 19:30 | Dania     | 3:2   | Szwecja   | 25:21 | 20:25 | 25:18 | 22:25 | 15:13 | 900    | 2 |
| 23.05 | 17:00 | Białoruś  | 3:1   | Szwecja   | 25:22 | 19:25 | 25:14 | 25:12 |       | 650    | 3 |
| 23.05 | 19:30 | Turcja    | 3:1   | Dania     | 25:14 | 12:25 | 25:19 | 25:20 |       | 1 400  | 4 |
| 24.05 | 15:00 | Szwecja   | 3:0   | Turcja    | 28:26 | 25:16 | 25:20 |       |       | 600    | 5 |
| 24.05 | 17:30 | Białoruś  | 3:1   | Dania     | 26:28 | 25:15 | 25:17 | 25:20 |       | 1 300  | 6 |

II Turniej
 Mińsk
| Data  | Godz. | Drużyna 1 | Wynik | Drużyna 2 | 1     | 2     | 3     | 4     | 5     | Widzów | * |
| ----- | ----- | --------- | ----- | --------- | ----- | ----- | ----- | ----- | ----- | ------ | - |
| 30.05 | 16:30 | Dania     | 1:3   | Turcja    | 25:22 | 22:25 | 17:25 | 25:27 |       | 250    | 1 |
| 30.05 | 19:00 | Białoruś  | 3:2   | Szwecja   | 25:22 | 24:26 | 25:27 | 25:20 | 18:16 | 600    | 2 |
| 31.05 | 16:30 | Turcja    | 2:3   | Szwecja   | 22:25 | 23:25 | 25:15 | 25:19 | 13:15 | 400    | 3 |
| 31.05 | 19:00 | Dania     | 0:3   | Białoruś  | 22:25 | 23:25 | 16:25 |       |       | 950    | 4 |
| 01.06 | 15:00 | Szwecja   | 3:0   | Dania     | 28:26 | 25:18 | 25:17 |       |       | 250    | 5 |
| 01.06 | 17:30 | Turcja    | 1:3   | Białoruś  | 19:25 | 20:25 | 25:20 | 19:25 |       | 1 100  | 6 |

## Trzecia runda – baraże
| Data       | Godz. | Drużyna 1  | Wynik | Drużyna 2  | 1     | 2     | 3     | 4     | 5     | Widzów | * |
| ---------- | ----- | ---------- | ----- | ---------- | ----- | ----- | ----- | ----- | ----- | ------ | - |
| 24.05.2015 | 16:30 | Słowenia   | 3:0   | Portugalia | 31:29 | 25:20 | 25:17 |       |       | 900    | 1 |
| 31.05.2015 | 15:00 | Portugalia | 3:2   | Słowenia   | 20:25 | 25:22 | 25:19 | 23:25 | 15:12 | 2200   | 2 |

| Data       | Godz. | Drużyna 1 | Wynik | Drużyna 2 | 1     | 2     | 3     | 4     | 5 | Widzów | * |
| ---------- | ----- | --------- | ----- | --------- | ----- | ----- | ----- | ----- | - | ------ | - |
| 24.05.2015 | 16:00 | Estonia   | 3:1   | Szwecja   | 20:25 | 26:24 | 28:26 | 25:23 |   | 3700   | 1 |
| 31.05.2015 | 15:00 | Szwecja   | 0:3   | Estonia   | 26:28 | 22:25 | 9:25  |       |   | 2700   | 2 |

| Data       | Godz. | Drużyna 1 | Wynik | Drużyna 2 | 1     | 2     | 3     | 4     | 5 | Widzów | * |
| ---------- | ----- | --------- | ----- | --------- | ----- | ----- | ----- | ----- | - | ------ | - |
| 23.05.2015 | 19:30 | Hiszpania | 0:3   | Holandia  | 22:25 | 19:25 | 19:25 |       |   | 2300   | 1 |
| 31.05.2015 | 16:00 | Holandia  | 3:1   | Hiszpania | 23:25 | 27:25 | 25:23 | 25:18 |   | 1620   | 2 |